# Chorzepin
Chorzepin – wieś w Polsce położona w województwie łódzkim, w powiecie łęczyckim, w gminie Świnice Warckie.
W latach 1975–1998 miejscowość administracyjnie należała do województwa konińskiego.
Wieś leży w odległości 8 km na północny zachód od Świnic Warckich. Przez wieś przepływa rzeka Ner. Pierwsza informacja o miejscowości pochodzi z 1372. Była to wieś szlachecka. We wsi znajdował się wiatrak drewniany (koźlak) z 1665 (obecnie jest w Uniejowie) oraz cmentarz ewangelicki, którego rudymenty zachowały się do dziś.
Z miejscowości pochodzi piosenkarka Ewa Śnieżanka.